# Svenska Motorcykel- och Snöskoterförbundet
SVEMO (szw. Svenska Motorcykel- och Snöskoterförbundet), Szwedzka Federacja Motocyklowa – organizacja założona w 1935 roku z siedzibą w Norrköping, zrzeszająca ok. 550 klubów motocyklowych w całej Szwecji.